# Michael Sachs (Rabbiner)

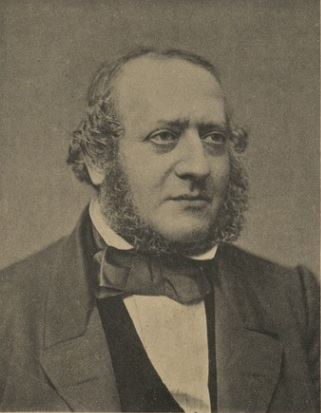
Michael Yechiel Sachs

Michael Sachs (hebräisch מיכאל זקש) (geboren am 3. September 1808 in Groß-Glogau; gestorben am 31. Januar 1864 in Berlin) war ein preußischer Rabbiner, Übersetzer, Dichter, Talmudist, Religionslehrer, Dajan (Jurist), Sprachforscher und ein bedeutender Prediger seiner Zeit.

## Leben

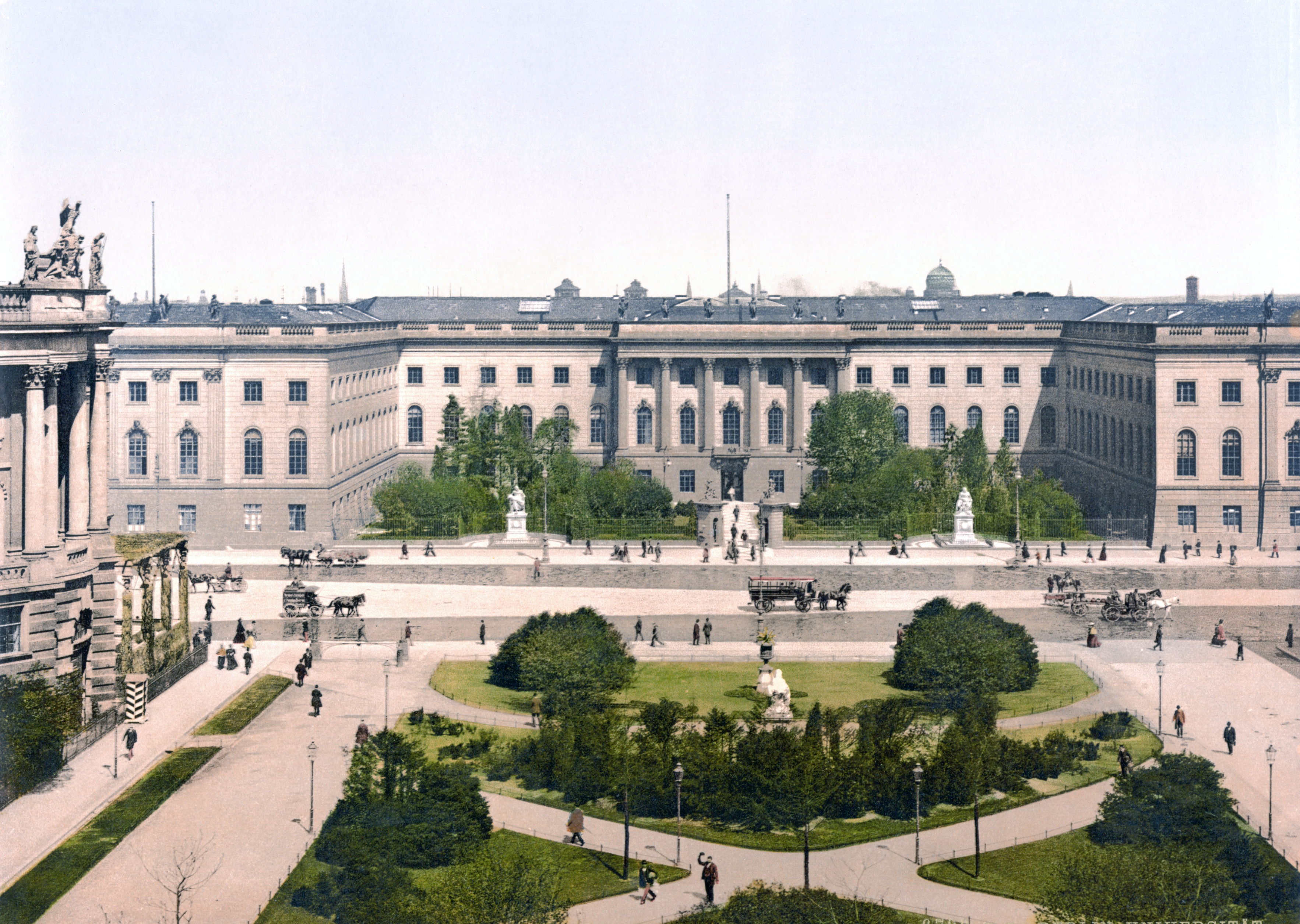
Blick über den Opernplatz auf die Friedrich-Wilhelms-Universität, um 1900

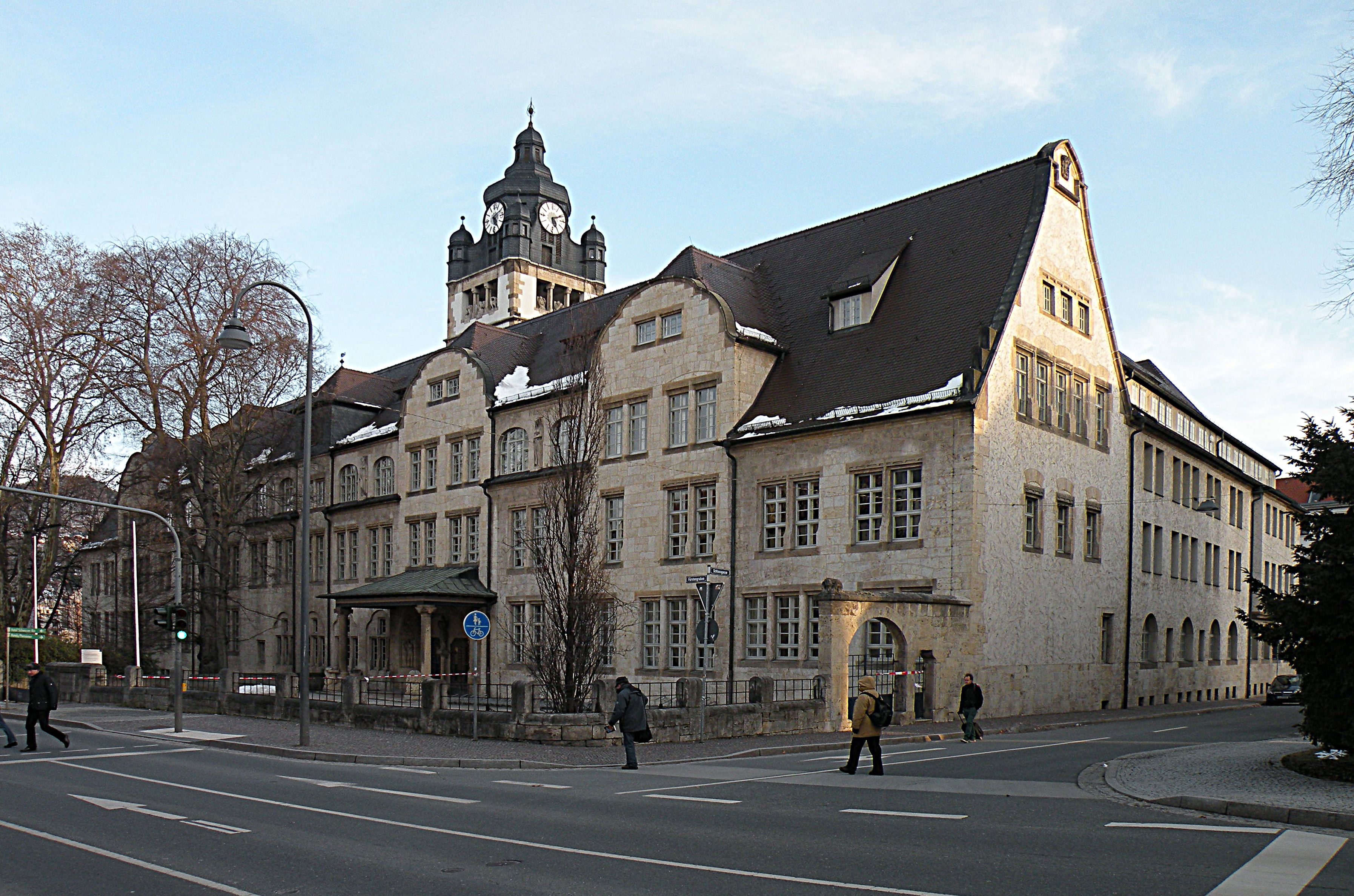
Friedrich-Schiller-Universität Jena

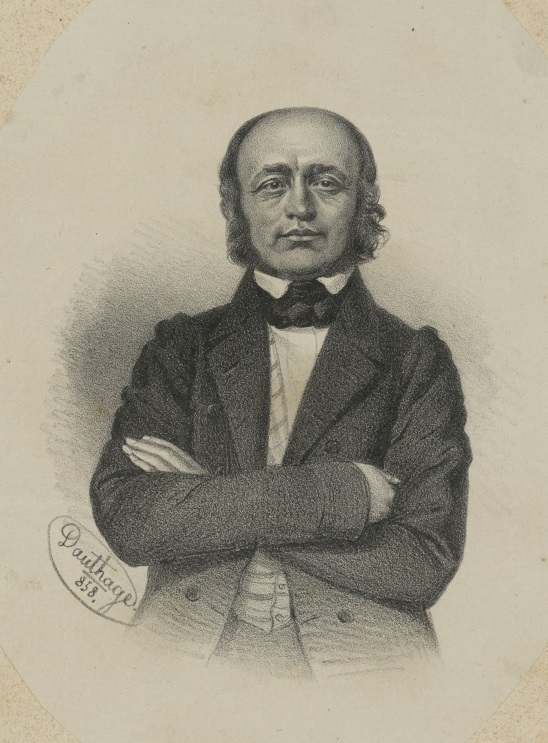
Michael Yechiel Sachs

Michael wurde am 3. September 1808 in Glogau als Sohn des Tuchhändlers Löb Isaak (auch bekannt als Hirsch Levin) und seiner Frau (über die keine Daten bekannt sind) geboren. Mit 13 Jahren kam er auf das evangelische Gymnasium seines Heimatortes. In der kleinen Glogauer theologischen Ausbildungsstätte (hebräisch ישיבה Jeschiwa) unterrichtete ihn Jacob Joseph Oettinger in Bibel, Hebräisch und Talmud. Seine Gymnasiallehrer Mehlhorn und Klopsch unterwiesen ihn in griechischer und lateinischer Literatur. Sachs erwähnte in seinem Lebenslauf noch den Lehrer Röller, mit dem er bis 1856 eine Brieffreundschaft pflegte. Schon früh erkannte man sein Talent für Altertumssprachen. Im Jahre 1826, im Alter von 18 Jahren, legte er sein Abitur ab.

### Studienzeit 1827 bis 1835
Sachs immatrikulierte sich im Mai 1827 an der Friedrich-Wilhelms-Universität in Berlin. Dort studierte er klassische Philologie, Philosophie, Altertumskunde, Geschichte, Hebräisch, Syrisch und orientalische Sprachen bei August Boeckh, Friedrich Schleiermacher, Leopold von Ranke und Georg Wilhelm Friedrich Hegel. Intensiv beschäftigte sich Michael mit den Lehren und Werken der geschichtlichen Größen wie Mose, Jesaja, Plato und Sophokles. Durch die gemeinsamen Besuche der Vorlesungen von Boeckh und Hegel entwickelte sich eine lebenslange Freundschaft mit Moritz Veit. Durch Veits Freundeskreis kam Sachs in Verbindung mit Maximilian und Heinrich Heine, Karl Werder und Eduard Gans. Im Mai 1835 legte er das Oberlehrerexamen ab. Am 23. Oktober desselben Jahres promovierte er an der Friedrich-Schiller-Universität Jena zum Doktor der Philosophie.

### Arbeitssuche und Beginn der Übersetzungstätigkeit für die deutsche Zunz-Bibel für Israeliten
Eine akademische Laufbahn blieb ihm zu dieser Zeit als Jude durch die preußische Gesetzgebung verwehrt. Sie schloss Menschen jüdischen Glaubens von allen Staatsämtern aus. Sachs bewarb sich erfolglos um Stellen als Religionslehrer und Prediger in Dresden und um eine Predigerstelle in Wien und konnte aber vertretungsweise eine kurzzeitige Leiterstelle an der Jüdischen Mädchenschule Berlin übernehmen. Der Vorstand sprach Sachs in einem Dankschreiben (vom 29. Juni 1835) das Bedauern aus, dass sie ihn bei seinen Kenntnissen nicht angemessen weiter beschäftigen konnten.
Im Herbst 1835 ersuchte er um eine Anstellung als Lehrer in Kassel. Trotz Empfehlungsschreiben von August Boeckh und dem Geheimen Oberregierungsrat Johannes Schulze blieben seine Bemühungen erfolglos.
Sachs, zu dieser Zeit in Berlin, war weiter auf Arbeitssuche und widmete sich der Fortführung seiner dichterischen und wissenschaftlichen Arbeiten und veröffentlichte erste Werke. Noch in seiner Studienzeit nahm er Kontakt mit dem von ihn hoch verehrten Orientalisten, Übersetzer und Dichter Friedrich Rückert (für die Übersetzung der Psalmen) auf und legte ihm seine Übersetzungsentwürfe vor. Rückert war sehr angetan von Sachs’ Arbeit und ein reger Schriftverkehr entstand. Eine Besonderheit ergab sich, denn den 86. Psalm in der Rückert-Übersetzung übernahm Sachs in Die Psalmen und widmete das Buch Friedrich Rückert, das dann 1835, im Verlag seiner Freundes (Moritz) Veit & Company, veröffentlicht wurde. Schon 1834 erschien in der Zeitschrift Theologische Studien und Kritiken, der Herausgeber Friedrich Wilhelm Carl Umbreit und des Heidelberger Theologieprofessors Carl Christian Ullmann, seine Abhandlung Zur Charakteristik und Erläuterung des Buches Hiob. Anfang 1836 bot Sachs der Londoner „Oriental Translation Committee“ zwei Werke zur Übersetzung an, (Seder haddoroth (Reihenfolge der Generationen) von Salomo ibn Verga und Seder Haddoroth (Stamm Juda)), doch das Angebot wurde abgelehnte.
Gleichzeitig beschäftigte sich Sachs, unter der Redaktion von Leopold Zunz, mit der deutschen Bibelübersetzung der Tora oder Pentateuch auch die Fünf Bücher Moses genannt. Die Zunz’sche Bibel (im Verlag von Moritz Veit) wurde weltbekannt und blieb fast ein Jahrhundert lang die Übersetzung für deutschsprachige Juden (17. Auflage im Jahre 1935).

## Berufung nach Prag (1836–1844)

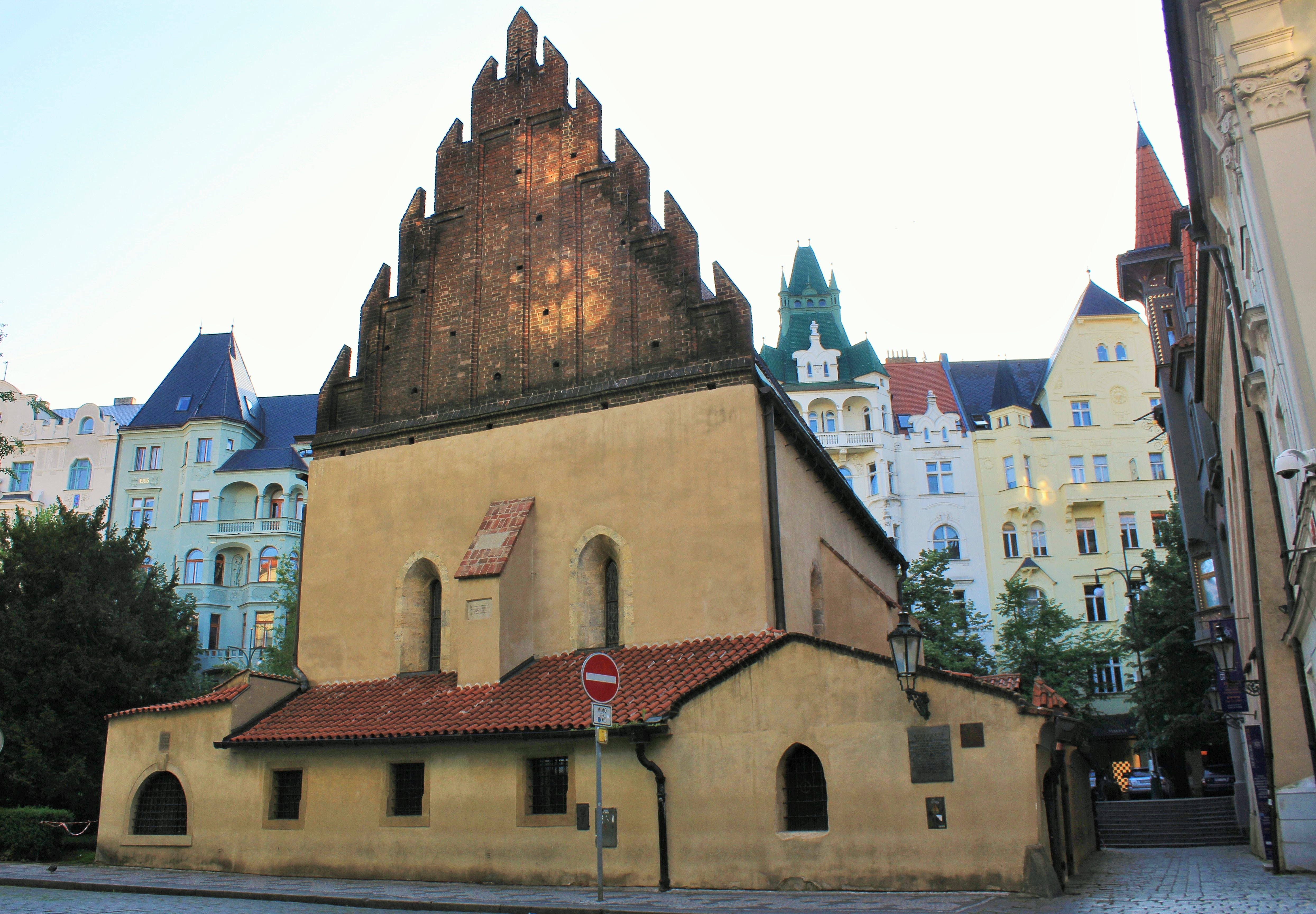
Die Altneu-Synagoge ist die älteste aktive Synagoge in Europa;
dahinter die Gründerzeithäuser der Pařížská-Straße

Die jüdische Tempel-Gemeinde zu Prag berief 1836 Michael als Rabbiner, Religionslehrer und Prediger. Sein erster Gottesdienst fand am 19. April 1837 statt. Mit rhetorischen Fähigkeiten in seinen deutschen Predigten ließ er die Zahl der Gottesdienstbesucher stark ansteigen und der Name Michael Sachs wurde zum ausgesprochenen Anziehungspunkt für die Prager Synagoge.

„»Sach` Einfühlungsvermögen in menschliche Charakterzüge kennzeichnet die Anziehungskraft seiner Predigten ebenso wie sein umfangreiches Wissen, das die Basis seiner originellen Bibelauslegungen bildet. Die eigene tiefe Gläubigkeit, die in der Begeisterung des Predigers zum Ausdruck kam, steigert die Wirkung auf die Zuhörer noch weiter.«;»In seinen Worten begegneten sich Licht und Wärme, fanden Geist und Gemüht Befriedigung«“

„»Selbst solche Zuhörer die seine Überzeugung nicht teilten, riß Sachs für den Augenblick fort und erzwang ihre Bewunderung. (…) Wer in seiner Nähe kam, war in einem Zauberkreis gebannt und nahm etwas von seiner Überzeugung an.«“

Sachs selbst zum Weg des Judentums:

„»Meine Freunde, es bedarf nicht einer neuen Lehre, die alte ist bewährt und erprobt! Es bedarf nur des neuen Geistes, der neuen Einsicht, der frischen, begeisterten Liebe für das Wort des Herrn und seinen Inhalt! Nicht einen neuen Geist hineinzutragen ist unser Beruf; den alten, gewaltigen, mächtigen in ihr zu erkennen (…), das ist unsere Aufgabe. (…) Auf den uralten Weg stellt euch, in die Spur der Vergangenheit tretet ein, und nehmt von dort aus den neuen Weg!«“

Sachs heiratete am 2. Februar 1837 Henriette Lehfeldt (1816–1878), die Schwester seines Freundes, des Arztes und Geheimen Sanitätsrats Carl Lehfeldt (geboren 4. November 1811 in Breslau; gestorben 1. September 1891). Ihr verstorbener Vater, Immanuel (Emanuel) Nathan Lehfeldt (geboren 26. Dezember 1777 in Ratibor, gestorben 15. Februar 1833 in Breslau), der bis zu seiner zweiten Heirat 1811 Elkan Levy hieß, besaß in Sackrau bei Breslau ein Rittergut, das 1820 aus wirtschaftlichen Gründen verkauft werden musste.
Für Sachs war David Rosin (1823–1894) einer seiner ersten Prager Schüler. Er unterwies ihn in Griechisch und Latein, das wurde zum Grundstein für Rosin, klassische Philologie und Philosophie in Berlin und Breslau zu studieren (Promotion 1851). David brachte, nach dem Tod Sachs’, die Predigten, seines von ihm hoch geschätzten Lehrers, in zwei Bänden heraus. Ein weiterer Schüler war Adolf Jellinek, späterer Oberrabbiner in Wien.

### Gemeinsame Arbeit mit Salomo Löb Rapaport und Samuel David Luzzatto
In Prag betrieb Michael Sachs nebenbei religiöse Privatstudien mit dem Talmudisten Saul Jonathan Löwy (1809–1849). Die Prager Jahre vertieften seinen Wunsch, sich nicht nur wissenschaftlich mit der Bibel zu beschäftigen, sondern sich auch dem Talmud und rabbinischen Schriften zu widmen. Hierfür fand er einen exzellenten Lehrer und Freund in Salomo Löb Rapaport der Mitte 1840 der Berufung zum Oberrabbiner in Prag folgte. Er war der Begründer der Wissenschaft des Judentums und hatte auch Leopold Zunz stark inspiriert. Die progressiven Gemeindevertreter erhofften sich mit der Berufung von Rapaport eine Aufschwung des jüdischen Geisteslebens. Im Zusammenwirken von Salomo Löb und Michael Sachs profitierten Rabbinats- und Lehramtskandidaten von talmudischen Vorträgen, Vorlesungen über die Psalmen und mit gemeinsamen Festgottesdiensten begeisterten sie auch die Gemeinde. Ihre Freundschaft vertiefte sich über das gemeinsame Studieren der traditionellen jüdischen Dialekte und der talmudischen Schriften und prägte Sachs’ religiöse Überzeugungen. Der neue Einfluss spiegelte sich in zwei Aufsätzen wider, die Sachs in der Zeitschrift Kerem Chemed (von Samuel David Luzzatto aus Padua und Rapaport) 1843 im 7. Band veröffentlicht wurden. Sie beschäftigten sich mit dem Verhältnis zwischen dem theokratischen Gemeinschaftsgesetz der Juden und des prophetischen Judentums und Studien über das Zeitalter Jochanan ben Sakkais. Es waren die einzigen Artikel, die Sachs in hebräischer Sprache herausgab.
In jener Zeit entwickelte sich eine Freundschaft, über Korrespondenzen auf hohem wissenschaftlichen Niveau, zwischen Sachs und Samuel David Luzzatto, der ihm wertvolle handschriftlich jüdische Manuskripte, Studien und Literatur zur Verfügung stellte, die in Sachs’ Werk Die religiöse Poesie der Juden in Spanien Ausdruck fanden. Beide waren an der Pflege dieser Literaturausrichtung interessierter.

### Übersetzung der Gedichte der Midrasch-Literatur
Sachs verfasste noch im selben Jahr poetische Bearbeitungen von Gedichten der Midrasch-Literatur, die er selbst eine zu Unrecht vergessene Kunstgattung nannte und mit Kommentaren und verständlichen Einführungen die Bedeutung wieder ins Licht der Öffentlichkeit rückte. In drei Ausgaben des Wiener Jahrbuchs für Israeliten, unter dem Titel Zur Charakteristik des Judentums, seiner Lehre und seiner Lehrer, wurden die Artikel veröffentlicht. Diese dichterischen Bearbeitungen zeigten einen Wandel in Sachs’ Vorgehen, von der strengen Wort-für-Wort-Übersetzung hin zu teils künstlerischen Nachdichtungen.

### Urlaubszeit und der Wunsch nach Berlin berufen zu werden

Marienbad mit Kirche und Rudolphsquelle um 1910

Alljährlich im August suchte Sachs Erholung im böhmischen Marienbad und traf dort Bekannte und Freunde. Diese gemeinsamen Urlaubswochen führten bald zu regelmäßigen Treffen von Rabbinern aus allen Teilen Preußens und anderer Länder, wie beispielsweise Rabbiner Isaak Noah Mannheimer, mit dem er einen freundschaftlichen Briefkontakt unterhielt.
Nach seiner Rückkehr nach Prag verstärkte sich immer mehr sein Eindruck einer eigenen Isolation. Nach eigener Aussage brauchte er „die Berührung mit dem Zauberstab eines lebendigen, geistig bewegten Du’s“. Seine Vorstellungen von der Einrichtung eines Rabbinerseminars zerschlugen sich und sein für ihn zu enger Wirkungskreis machte Sachs unzufrieden. Im Oktober 1840 wuchs seine Hoffnung so stark, eine Anstellung in der Berliner Gemeinde zu bekommen, dass er die ihm angebotene Vertragsverlängerung der Prager Gemeinde erstmals ausschlug. Moritz Veit wurde 1839 zum Gemeindeältesten in Berlin gewählt und setzte seinen Einfluss für Sachs’ Anstellung, zu diesem Zeitpunkt, ohne Erfolg ein. Sachs’ Schwiegermutter schrieb an ihn:

„Ueberzeugt war ich längst, dass die Prager Gelehrten Dir keinen Ersatz für Deine hiesigen Freunde geben können, doch so hochgeschätzt, geachtet und geliebt, wie Du dort bist, zweifle ich sehr, dass (…) sie Deine so große Verdienste u. Gelehrsamkeit hier anerkannt u. so schätzen u. zu würdigen wissen würden.“

Vier Jahre sollten noch vergehen, bis seine Berufung als Rabbinatsassessor nach Berlin erfolgen sollte. In der Berliner Gemeinde herrschten sehr lange Streitigkeiten um die zu besetzenden Posten als Predigerstelle, Lehrer und Oberrabbiner. Die Oberrabbinerstelle wurde Zacharias Frankel angeboten, da Sachs das Rabbinerdiplom fehlte. Michael setzte sich selbstlos für seinen Freund Zacharias Frankel ein, der aber die Amtsstelle 1843 endgültig nicht antrat, da die Stellungnahme der preußischen Regierung noch immer fehlte. Die Streitigkeiten und Teilung innerhalb der Gemeinde nahmen zu und schreckten Sachs ab. Bestärkt wurde der Rückzug Sachs’ noch durch beleidigend herabwürdigende Presseartikel gegen ihn und bemühte sich um ein Rabbinat in Kassel. Lehrer und Freund Salomo Löb Rapoport (1790–1867) stellte ihm zu diesem Zweck ein Rabbinerdiplom aus und schrieb eine Empfehlung.

## Berufung nach Berlin (1844–1864)

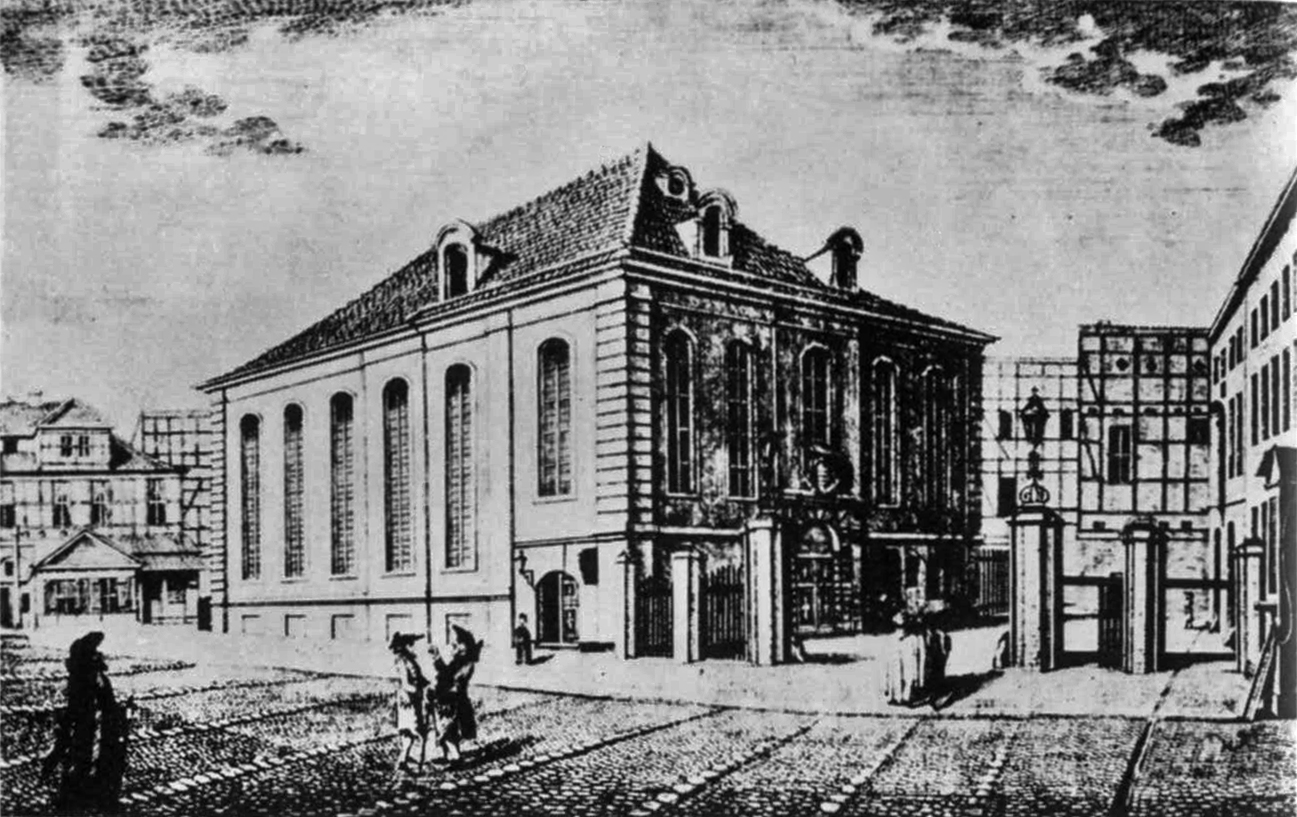
Alte Synagoge, Radierung von Friedrich August Calau

Aus Berlin kamen aber gute Nachrichten, neben Elchanan Rosenstein und unter Leitung des Rabbinatsverwesers Jacob Joseph Oettinger sollte ein zweiter Rabbinatsassessor und Religionslehrer im März 1844 gewählt werden. Von 26 Stimmen (19 durch Los berufene Gemeindemitgliedern und 7 Stimmen aus dem Vorstand) fielen 21 auf Sachs. Ein Jahresgehalt von 1200 Reichstalern und ein Zuschuss über 300 Reichstalern für seine Miete wurde vereinbart, dieses Gehalt war aber auf 10 Jahre befristet und enthielt keine Option auf Alterspension und weitere Absicherungen.
Sachs und seine Familie bezogen eine Wohnung in der Klosterstraße 21 in der Nähe der Wohnung der Familie seiner Frau und dem Haus von Moritz Veit. Es war ein traditionelles jüdisches Viertel, das sich nach Errichtung der Alten Synagoge Heidereutergasse 4 (1712 bis 1714) bis zum Rosenthaler Tor gebildet hatte.
Die Prager jüdische Gemeinde nahm die Nachricht von Sachs’ Weggang mit Bestürzung auf, man bot ihm vergebens mehr Geld und wollte eine Rabbiner-Lehranstalt aus Privatmitteln einrichten. Michael hielt seine Abschiedsrede am 5. Oktober 1844.
Seine Antrittsansprache hielt er am 19. Oktober 1844 in der Alten Synagoge in der Heidereutergasse. Er formulierte sein zukünftiges Handeln für die Gemeinde in drei Hauptzielrichtungen, sie lagen für ihn in:

„1. der Wahrung der Tradition und der Kampf gegen all jene Reformen, in denen »dasjenige verhöhnt, verworfen, verlacht, als gleichgültig und werthlos, verschollen und verlebt« bezeichnet werde, worin andere »den Gehalt und die weihende Macht, die es über sie geübt, dankbar verehrt«; 2. der Wiederbelebung des Glaubens gegen innere Gleichgültigkeit und äußere Abwendung; 3. der selbstbewussten Darstellung einer jüdischen Identität, »daß wir, durch Bildung und Gesittung der Zeit angehören und in sie eingehen, an all ihren edlen Bestrebungen durch Schrift und Wort, durch Rath und That beteiligt, in Liebe und Brüderlichkeit uns unseren Umgebung anschließend, in unserem Glauben aber unserem Gott treu und unserer Vergangenheit, unserem Lehre treu und ihren An- und Aussprüchen, - und dass wir, aller bürgerlichen Rechte beraubt, ehrenvoller dastehn, als wenn wir, um sie zu erhandeln, unser eigenes Wesen aufgeben«“

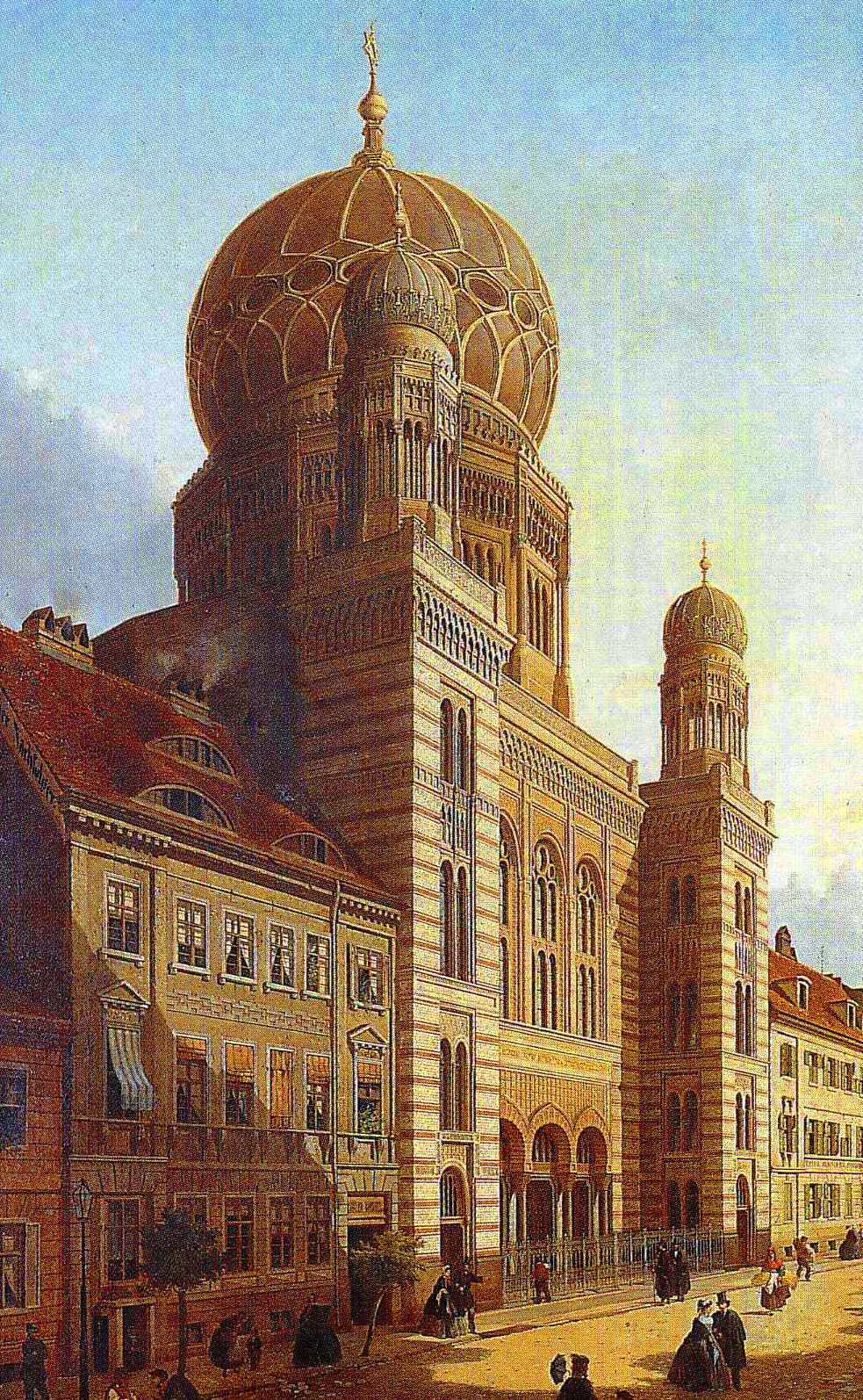
Neue Synagoge in der Oranienburger Straße im Jahr 1865; für den Bau hatte sich Sachs mit Gutachten eingesetzt, erlebte ihre Einweihung 1866 aber nicht.

Die größte jüdische Gemeinde Deutschlands wurde nun für Sachs zu einer nicht leichten Aufgabe, sie hatte 7000 Gläubige bei 330 000 Berliner Einwohnern.
Im Vorstand der Gemeinde begegnete er dem Seidenwarenfabrikanten Joel Wolff Meyer (1794–1869) (ehemals Arbeitgeber von Michaels Schwager Moritz Lehfeldts), den Verleger Carl Heymann (1794–1862) aus Glogau, der die Finanzen der Gemeinde verwaltete, Schriftsteller Joseph Lehmann aus Glogau, natürlich Moritz Veit und die Berliner wissenschaftliche Elite wie Alexander von Humboldt, Friedrich Wilhelm Joseph Schelling, Karl August Varnhagen von Ense und Karl Friedrich Werder, alles Freunde, Bekannte und Beziehungen. Zu diesem Kreis gehörte auch David Cassel aus Glogau, der Lehrer und Privatgelehrter war und sein Rabbinerdiplom 1843 von Zacharias Frankel und J. J. Oettinger erhalten hatte. 1846 leitete Cassel die älteste jüdische Erziehungsanstalt, die Dina-Zaduck Nauensche Stiftung für bedürftige und elternlose Jungen.
Sachs’ Kontakt zu Zunz wurde nach anfänglichen Schwierigkeiten wieder enger, durch die Berufung Sachs’ nach Berlin, hatte Leopold sich zurückgesetzt gefühlt.

„»Die fetten Stellen bekommen immer meine Talmidim (Schüler), der Abhub ist für mich. (…) Ich säe und andere ernten«“

1845 nahm Moritz Steinschneider (Moises Moritz) Doktor der Philosophie, Orientalist, Übersetzer, Journalist und Rabbiner die Einladung seines Freundes Michael an und zog nach Berlin. In seiner Prager Zeit hatten sie sich kennen und schätzen gelernt. Steinschneider begründete die Erforschung des jüdischen Mittelalters.
Gegen alle Widerstände des Vorstandes und teils aus der Gemeinde gelang es Sachs, seinen gemäßigten Kurs und seine deutschen Predigten in der Alten Synagoge zu etablieren. Reformen mit Langzeitwirkung scheiterten aber an der undurchsichtigen Haltung des Gemeindevorstands.
Michael Sachs war Mitbegründer des konservativen Judentums, gemeinsam mit Rabbiner Salomon Schlechter (1847–1915) von 1902 bis 1915 Präsident des jüdischen Seminars in New York (Jewish Theological Seminary) und Oberrabbiner Zacharias Frankel.
Michael wurde Mitarbeiter an der Zeitschrift für die religiösen Interessen des Judenthums von Zacharias Frankels und an Der Orient (1844) vom Herausgeber Julius Fürst. Er war Anhänger der konservativen Theologen-Versammlung (1846) und bis 1848 Mitglied der Deutschen Morgenländischen Gesellschaft.
Im Winter 1847 erhielt Michael die preußischen Staatsbürgerrechte (Preußisches Judengesetz von 1847).

### Juden für Partizipation auf den Barrikaden im März 1848 in Berlin

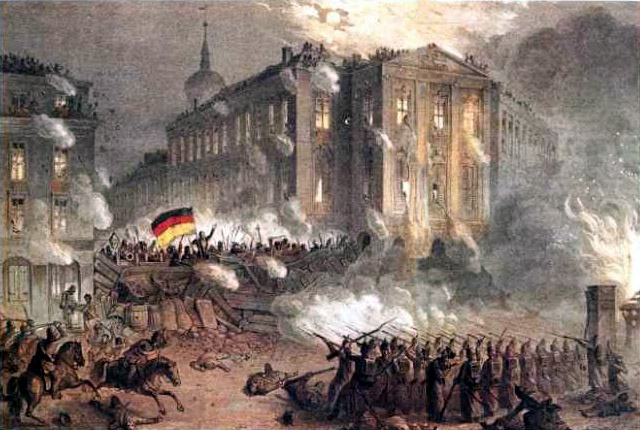
Barrikadenkampf am Alexanderplatz vor dem Haus mit den 99 Schafsköpfen

Am 22. März 1848 sprach Sachs vor zehntausenden Berlinern den Segensspruch für die Märzgefallenen.
Durch Sachs’ gemeinsames Auftreten mit dem katholischen Kaplan Johann Nepomuk Ruland (1810–1874) von der Sankt-Hedwigs-Kirche und dem protestantischen Geistlichen Adolf Sydow der Neuen Kirche an den Särgen der Märzopfer, wurde die im Freiheitskampf geforderte Gleichheit aller Konfessionen erstmals öffentlich proklamiert. Der Freiheits- und Partizipationsgedanke keimte auf und blieb ein andauernder Prozess.

„Mit patriotischen Pathos sagte Rabbiner Sachs, dass die Juden nun ‚deutsch‘ denken und fühlen müssten, dass sie einem allen gemeinsamen, deutschen ‚Vaterland‘ verpflichtet seien. Die Barrikadenkämpferinnen und -kämpfer seien für die ‚Macht einer Idee‘ gestorben, die alle Dämme und Scheidewände niedergerissen haben, ‚welche sonst den Menschen von sich selbst, den Menschen vom Menschen scheidet‘. Er sprach von der hohen Selbstverleugnung der für die Freiheit Verbluteten und von der Allmacht Gottes, die in kurzen Minuten ganze Völker neu geboren habe.“

### Innere Auseinandersetzungen und die Suche nach Verwirklichung

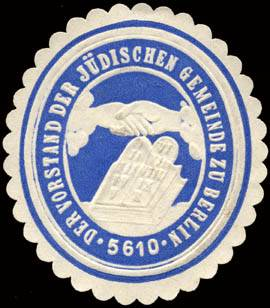
Jüdische Gemeinde zu Berlin – Siegelmarke

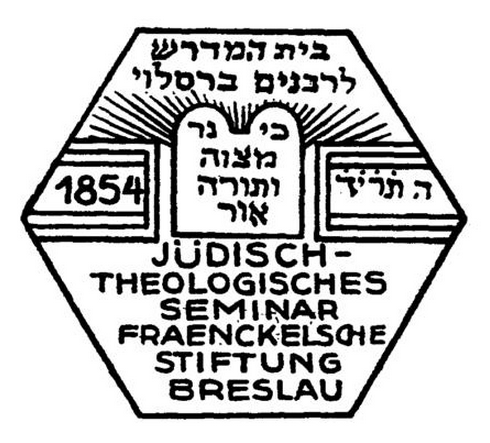
Logo seit 1928, mit dem (hebräischen) Motto Denn das Gebot ist eine Leuchte und das Gesetz ein Licht, Sprüche 6:23

Durch die andauernde Spaltung der Jüdischen Gemeinde Berlins in verschiedene Flügel und deren kräftezehrenden Streitigkeiten untereinander und teils mit Sachs, wurde er in seinen Bemühungen gelähmt, seine Vorstellungen zu verwirklichen, die er in seiner damaligen Antrittsrede benannt hatte. Nach wenigen Jahren im Amt verhandelte Michael selbstbewusst, da durch die Gemeine hoch verehrt, mehr Gehalt für seine Arbeitsstelle. Er erhielt 2500 Taler, eine Pensionszusage von 1200 Talern und eine Witwenrentengarantie von 500 Talern. Seinen Wunsch, Ende des Jahres 1850, eine neue Stellung mit ruhigerem und aussichtsreicherem Fahrwasser, zu bekleiden, kam ihm durch eine Berufung nach Frankfurt am Main sehr entgegen. Er wurde für sehr kurze Zeit Rabbiner der orthodoxen Israelitischen Religionsgesellschaft Frankfurt, doch der Senat der Freien Stadt Frankfurt durchkreuzte seine Pläne, mit der Nichtanerkennung seines Rabbinats, durch die Verweigerung einer Trauung in der Synagoge. Sachs trat Anfang 1851 zurück und es wurde Samson Raphael Hirsch an seiner Stelle berufen.
Im Jahr 1852 musste Michael Sachs einen schweren Schicksalsschlag hinnehmen, sein Sohn Theodor verstarb im Alter von 15 Jahren. Mit einem Nachruf für seinen Sohn beginnt sein wohl bekanntestes und meistgelesenes Werk Stimmen vom Jordan und Euphrat.
Am 29. August 1853 hielt Sachs die Trauerrede für seinen langjährigen Freund Judenmajor Meno Burg auf dem Jüdischen Friedhof Schönhauser Allee.
Für die Absprache zur Gründung eines Jüdisch-Theologisches Seminar in Breslau wurde Sachs als Fachmann und Freund von Zacharias Frankel nach Dresden eingeladen. Am 27. und 28. März 1853 diskutierten Dr. Heinrich Grätz aus Berlin, der Kaufmann Löbel Milch aus Breslau, Josef Lehmann aus Glogau, Sanitätsrat Dr. Jakob Levy aus Breslau, Dr. Bernhard Beer und Jonas Bundi aus Dresden und Michael den von Frankel vorgelegten Plan. Dieser fand die Zustimmung der Anwesenden und wurde mit der Gründung eines Lehrer- und Rabbinerseminars am 10. August 1854 verwirklicht.
1857 folgte eine Berufung nach Leipzig und eine in das ungarische Pest im Jahr 1858, die Sachs ablehnte. Die letztere Stelle hatte er über den Prager Religionslehrer Wolfgang Wesselý angeboten bekommen, der dem Wunsch des Freundes Sachs entsprochen hatte, sich nach offenen Stellen für ihn umzusehen. Sachs blieb in Berlin.
Am 12. September 1861 gründete sich die Gesellschaft der Erwecker der Schlummernden (Hevrat Mekize Nirdamim, hebräisch מקיצי נרדמים) im ostpreußischen Lyck. Eliezer Lippmann Silbermann (geboren 10. Juli 1819 in Königsberg; gestorben 15. März 1882 in Ełk) warb in seiner von ihm herausgegebenen Zeitung Ha-Maggid (von 1856 bis 1903) für den Verein. Gründungsmitglieder waren Michael Sachs, der Londoner Oberrabbiner Nathan Marcus Adler (Schwager von Michael) und Eliezer Lippmann Silbermann als Initiator. Weitere Gründer kamen dazu, wie Albert Cohn, Samuel David Luzzatto, Joseph Zedner (1804–1871) aus London, Samuel Straschun Zaskovitzer und sein Sohn Mattityahu Strashun und Moses Montefiore. Zu den Unterstützer des Vereins gehörten auch weitere namhafte Gelehrte wie, der orthodoxe Rabbiner aus Ungarn Salomon Ganzfried und Meir Löb Malbim ein bedeutender Bibelkommentator aus Kiew
Mit einer Feier zu seinem 25. Dienstjubiläum, am 3. Februar 1862, wurde Michael von der Gemeinde geehrt. Moritz Lazarus veröffentlichte die Festrede für Sachs in: Moritz Lazarus: Treu und Frei. Gesammelte Reden und Vorträge über Juden und Judenthum. C. F. Winter, Leipzig 1887.
Sachs starb am 31. Januar 1864 im Alter von 55 Jahren an einer Lungenentzündung. Er hinterließ seine Frau und seine Kinder. Mehr als 3.000 Menschen nahmen an seiner Beerdigung teil. Die Gedenkpredigt hielt Rabbiner Manuel Joël, ein ehemaliger Schüler und religiöser Nachfolger und Verehrer Sachs’.
In manchen traditionellen liberalen Synagogen kann man heute noch seinen Siddur (Gebetbuch für Alltag und Sabbat) und Machsor (Gebetbuch für Feiertage) finden und zur Mädchenkonfirmation Bat Mizwa (Tochter des Gebotes) und der Jungenkonfirmation Bar Mizwa (Sohn des Gebotes) erhalten die Jugendlichen ein Gebetbuch von Sachs.
Michael Sachs wurde im Friedhof Schönhauser Allee in der Ehrenreihe von Feld A beerdigt. Seine Ehefrau wurde neben ihm beigesetzt.

## Familie
- Sohn Theodor (geboren März 1837; gestorben 9. September 1852 (im Alter von 15 Jahren))
- Sohn Felix (geboren Mai 1839; unbekannt), war verheiratet mit Auguste einer Tochter von Moses Jachiel Kirchheim, Bankier in Frankfurt am Main. Als Testamentsvollstrecker des Schwiegervaters gründete er 1876 die Moses Jachiel Kirchheim Stiftung.[33][34]
- Sohn Carl (geboren 1840; unbekannt)
- Sohn Leonhard (1843–1901) war verheiratet mit Helene Heimann (1848–1923), sie hatten folgende Kinder (Enkel von Michael), Eduard Sachs (1874–1917) und Ernst Hans Zakash (1882–1943). Ernst wurde im Ersten Weltkrieg mit der Eisernen Kreuz für die Errichtung und Leitung eines Lazaretts für Infektionskrankheiten an der russischen Front ausgezeichnet.[35][36]
- Sohn Immanuel (geboren 1849 in Berlin; gestorben 16. Januar 1904 in Berlin) Sein Grab befindet sich auf dem Jüdischen Friedhof Berlin-Weißensee. Er war verheiratet mit Minna geb. Lachmann (1857–1912), sie hatten folgende Kinder (Enkel von Michael) Eva Henriette Sachs (1882–1936), Käthe Mathilde Sachs (1883–1962), Hans Sachs (1885- 1933) und Walter Sachs (1886- unbekannt)[37]
- Tochter Anna (unbekannt), war verheiratet mit Doktor Koreff aus Hamburg[38]
- Tochter Therese (geboren 1847; unbekannt), heiratete 1869 Jakob Freudenthal und hatte ein Kind, Berthold. Er war ein liberaler Professor für Strafrecht.[39][40]
- Schwager Carl Lehfeldt
- Schwager Moritz Lehfeldt
- Schwägerin Celestina, sie war die zweite Frau von Rabbi Nathan Marcus Adler aus London dem Oberrabbiner des britischen Empire.
- Schwiegermutter Ida Lehfeldt
- Schwiegervater Karl Lehfeldt

Bekannte Geschwister von Sachs sind:
- Jeanette Ploo (geboren 1817 in Groß-Glogau; gestorben 2. September 1873 in Prag) war seit 1844 verheiratet mit dem Mediziner Joachim Ploo und hatte folgenden Kindern, Felicie, Gabriele und Benedict[41]
- Albertine (geboren unbekannt; gestorben 16. November 1891)[42]

## Ehrungen
- Ehrentitel „Ha-Gaon ha gadol“ – großer Gelehrter des jüdischen Glaubens – (postum) Inschrift auf seinem Grabstein von der jüdischen Gemeinde hinzugesetzt. Die hebräische Grabinschrift dichtete ihm sein italienischer Freund Samuel David Luzzatto.[43]
- Nach ihm wurde die Michael-Sachs-Loge im oberschlesischen Königshütte benannt. Gründer war 1903 der dortige Rabiner Salomon Goldschmidt[44]
- Die Michael Sachs Stiftung 1864 für die Ausbildung der Söhne von Sachs, für die Mitgift der Töchter und die Unterstützung von Henriette Sachs[45][46]
- Der Sachs Verein[47]

## Werke
Von seinen zahlreichen Werken, die im Sinn des konservativen Judentums viel zur Aufhellung der Literatur und Geschichte desselben beigetragen haben, sind zu erwähnen:
- Die Psalmen. Uebersetzt und erläutert von Michael Sachs Verlag Veit & Company Berlin 1835; google.de/books

Verfasste Rezensionen:
- Metrik der Griechen und Römer von Eduard Munk books.google.de
- Perlenschnüre aramäischer Gnomen und Lieder von Julius Fürst books.google.de
- Wörterbuch der lateinischen Sprache von Wilhelm Freund books.google.de

Mitarbeit an den Jahrbüchern (Zeitschrift) der Societät für Wissenschaftliche Kritik in Berlin, auf Anregung von Karl August Varnhagen von Ense.
- תורה נביאים כתובים Die vier und zwanzig Bücher der heiligen Schrift. Nach dem masoretischen Texte. Unter der Redaction von Dr. Zunz übersetzt von H. Arnheim, Dr. Julius Fürst, Dr. M. Sachs. 1. Auflage Berlin 1838 (online). Für diese Zunz’sche Bibel übersetzte Sachs 15 Bücher.
- Predigten. Band 2. Von Michael Sachs, David Rosin. Louis Gerschel Verlagsbuchhandlung, 1866; archive.org
- Stimmen vom Jordan und Euphrat. Berlin 1852; 2. Auflage 1868; 1891; archive.org
- Beiträge zur Sprach- und Altertumsforschung (Berlin 1852–1854, 2 Bände, die Beziehungen zwischen der griechisch-römischen Welt und der talmudisch-midraschischen Literatur behandelnd);Band 1 books.google
- Die religiöse Poesie der Juden in Spanien (Berlin 1845); archive.org
- die Übersetzung der israelitischen Festgebete (Machsor) und des Gebetbuchs (Siddur). Festgebete der Israeliten mit vollständigem, sorgfältig durchgesehenem Texte · Bände 1 und 2 von Michael Sachs · 1864 (books.google)
- David Rosin (Hrsg.): Sabbatpredigten. Zu den Wochenabschnitten des vierten Buches Moses von Michael Sachs. Aus dessen schriftlichen Nachlass. 1867; archive.org
- Predigten Sabbatpredigten zum dritten, vierten und fünften Buche Moses · Band 2 Von Michael Sachs. Herausgeber Dr. David Rosin. 1869; Band 2 books.google